# Afrohybanthus densifolius
Afrohybanthus densifolius (Engl.) Flicker – gatunek roślin z rodziny fiołkowatych (Violaceae). Występuje naturalnie w Namibii, Botswanie oraz Południowej Afryce. 

## Morfologia
PokrójRoślina jednoroczna dorastająca do 15 cm wysokości.
LiścieBlaszka liściowa ma równowąski kształt. Mierzy 3–8 cm długości oraz 0,1–0,2 cm szerokości, jest całobrzega lub lekko ząbkowana na brzegu, ma zbiegającą po ogonku nasadę i spiczasty wierzchołek. Ogonek liściowy jest nagi.
KwiatyZebrane w gronach wyrastających z kątów pędów. Mają działki kielicha o równowąsko lancetowatym kształcie i dorastające do 3 mm długości. Płatki są łyżeczkowate, mają barwę od białej do purpurowej oraz 7 mm długości.
OwoceTorebki mierzące 7 mm średnicy, o kulistym kształcie.